# يوزف لاندو
يوزف لاندو (بالبولندية: Józef Landau)‏ هو شاعر بولندي، ولد في 1875، وتوفي في 1933.